# Vegetación de la provincia de Guadalajara

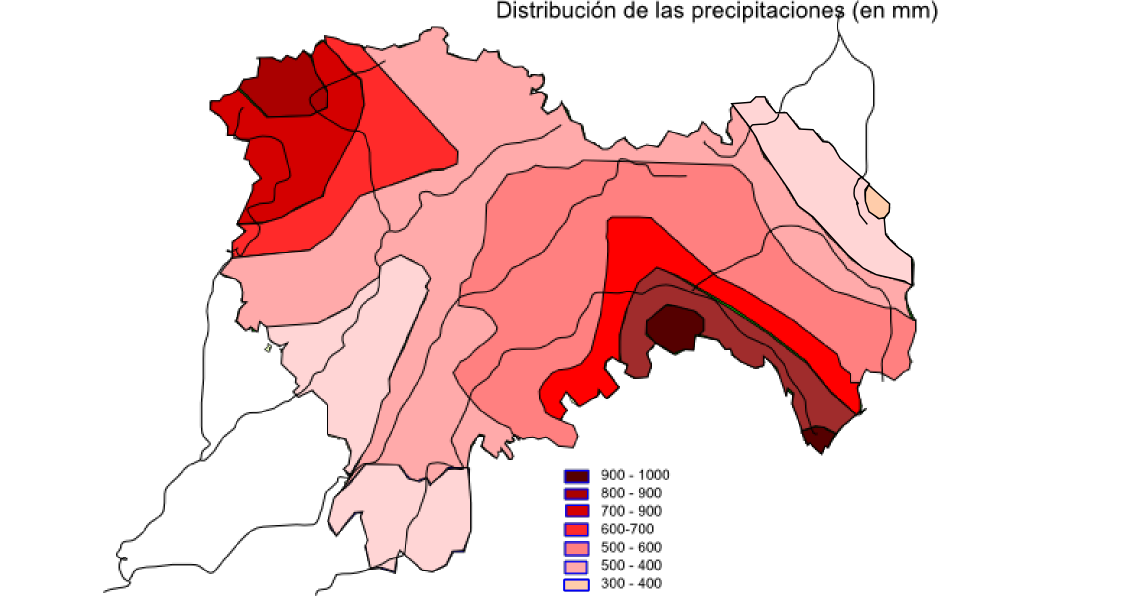
Precipitaciones anuales.

El espacio geográfico de la ciudad de Guadalajara, presenta una gran variedad de ecosistemas vegetales, fruto de la influencia y combinación de factores geográficos, climáticos y ecológicos, modificados por la influencia antrópica de los usos y costumbres de los habitantes de estos territorios.

## Vegetación por zonas geográficas
La ciudad de Guadalajara, está incluida en la región biogeográfica mediterránea, con espacios termoclimáticos que se suceden en una serie altitudinal o latitudinal. Estas series 

### Frondosas
Las especies de frondosas, constituyen la vegetación que potencialmente podría cubrir la inmensa mayoría de la superficie de la provincia, en ausencia de una influencia humana intensa. Sin embargo y por muy diversas razones, históricas y antrópicas, la situación actual de estas formaciones es de espacios degradados, por pastoreo, cortas de leña, etc, en vías de mejora por el abandono de los usos tradicionales del monte y la paulatina despoblación de grandes zonas del territorio.

#### Encinares
La superficie ocupada por la encina, abarcaría toda la superficie de la provincia, con la excepción de los enclaves de mayor altitud.

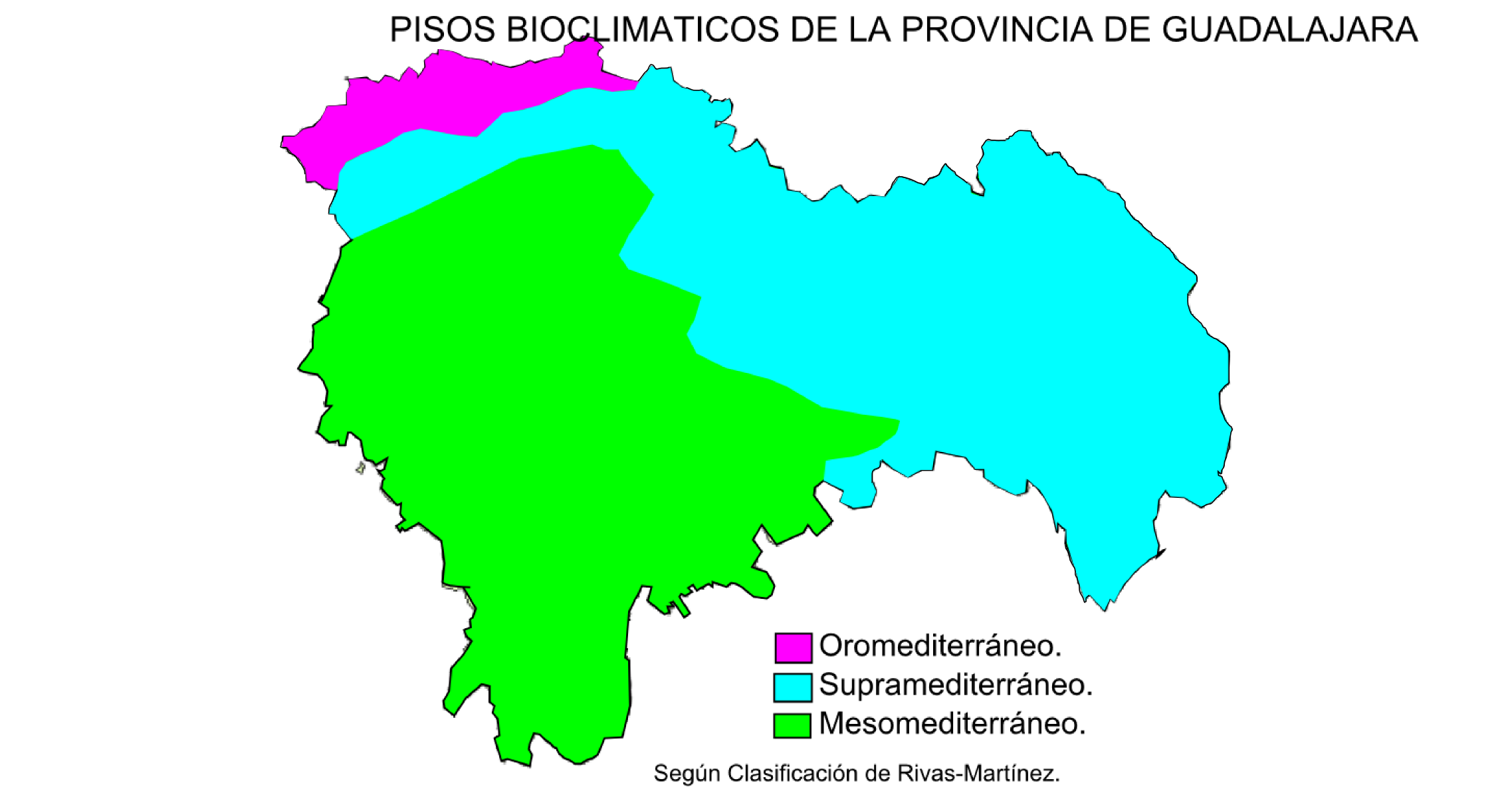
Pisos bioclimáticos. Según Rivas Mart.

## Arbustos y matorrales
Los arbustos, son vegetales leñosos de menos de 5 metros de altura sin un tronco preponderante, porque se ramifican desde la base. Los arbustos de menor talla, de hasta un metro a lo sumo, se denominan matas o matillas. Como consecuencia, un matorral es una comunidad vegetal dominada por matas.

### Matorrales y arbustedos permanentes
Los matorrales permanentes, son aquellos que constituyen la vegetación más evolucionada que puede existir en la zona, al no ser posible la evolución de la comunidad arbustiva a bosque.
En la mayor parte de los casos, de la existencia de estos matorrales o arbustedos se deben principalmente a factores de tipo climático. Los factores dominantes, que pueden ser diversos, son el frío y la sequía.

#### Por frío
En la ciudad de Guadalajara, aparecen sobre todo en las parameras, terrenos situados entre los 1000 y 1700 metros de altitud, ventosos y desabrigados, de alta continentalidad climática, donde la influencia antrópica, fuego y pastoreo desplazaron al bosque hace siglos y en la zonas de alta montaña, sierra de Ayllón, situados entre los 2.200 a 2.400 metros. 

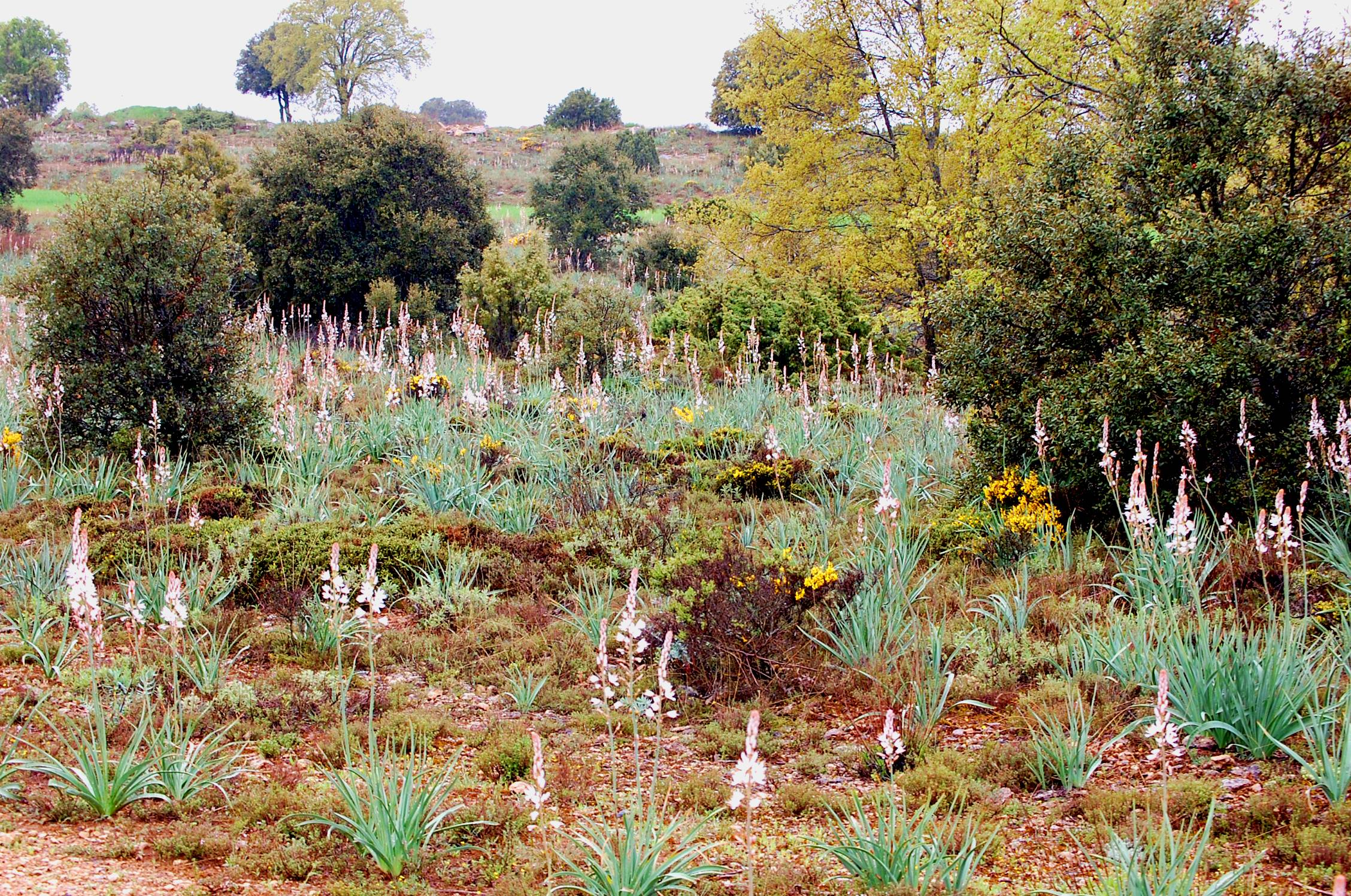
Bosque con matorral.

Las comunidades más abundantes, de esta serie, serían las series de enebros (Juniperus communis subsp nana y J. c. subsp hemisphaerica) y sabinas rastreras, con una excelente representación en el señorío de Molina al noreste de la provincia, que alternan con pastos basófilos de baja talla pero alta calidad nutritiva, Festuco-Poetalia ligulatae. Por eso, y por su condición de pastos de verano, han estado sometidos a pastoreo intensivo y continuo durante milenios. Como consecuencia, estos matorrales han prestado, y prestan, un valioso refugio para la fauna silvestre y de interés cinegético, en suelos básicos y con frecuencia crioturbados, los erizonales, comunidades que pueden ser permanentes o paraclimacicos, muy perturbados por las culturas ganaderas humanas y con una composición florística que incluye matas y arbustos, de un elevado valor pastoral, como Genista pseudopilosa, Medicago suffuticosa y planta con defensas de tipo físico (espinas) o químico (metabolitos secundarios), como Erinacea anthyllis, Echinospartum horridum o Genista pumila.
En alturas superiores, los piornales de Cytisus de carácter permanente también incluidos en el orden Juniperetalia hemisphaericae, asociados a restos de la comunidad vegetal anterior y que por su escaso valor pastoral se han visto sometidos a incendios o desbroces, para mejorar la producción de pasto herbáceo.
Las comunidades de rosáceas espinosas de alta montaña, generalmente de carácter paraclimácico, suelen pertenecer a los géneros Berberis, Prunus, Rubus y Rosa, poseen un ramón comestible y muy nutritivo. Suelen formar estructuras densas, protegidas por espinas, permitiendo el refugio de fauna y flora, favoreciendo el desarrollo de individuos de numerosa especies de árboles y arbustos.